# Космос-2001
Космос-2001 је један од преко 2400 совјетских вјештачких сателита лансираних у оквиру програма Космос.
Космос-2001 је лансиран са космодрома Плесецк, СССР, 14. фебруара 1989. Ракета-носач Молнија је поставила сателит у орбиту око планете Земље. Маса сателита при лансирању је износила 1900 килограма. Космос-2001 је био сателит за рано упозоравање на појаву интерконтиненталних балистичких ракета.